# 林賢順
林賢順（1953年6月24日—），台灣苗栗客家人，曾任中華民國空軍中校輔導長，後駕駛F-5E戰機自台灣叛逃至中國大陸。他是台灣叛逃空軍駕駛員中軍階最高者，目前也是最後一位叛逃大陸之中華民國空軍軍官。現任中國人民解放軍北京軍區空軍大校參謀長助理、全國政協委員。

## 生平
林賢順學歷僅有國中畢業，考取屏東東港的空軍幼校，直升空軍官校第57期，成為戰機駕駛員。後擔任中華民國空軍中校輔導長，隸屬空軍737聯隊，駐防於臺東志航基地。
1979年，與妻子陳雪貞結婚。其妻也在志航基地服務，擔任雇員。兩人生有一子一女。1986年，林賢順至韓國受參謀訓練，回國後，與妻子感情生變。林賢順個性乖戾善變、且沉迷賭博，毫無家庭責任將薪水全數揮霍，又欠下大筆賭債，引起其妻不滿常有口角；因此林賢順开始懷疑妻子陳雪貞不忠。。
1989年2月11日，因為擔任部隊主官/管的飛行員常因飛行時數不足會在空檔找時間飛行以補時數不足，林賢順身為單位主管以補時數為欺騙手段，令一時不查的機工長邱耀賢放飛，自台東志航基地駕駛中華民國空軍F-5E戰機叛逃至中國大陸。因油料不足，在廣東省豐順縣墜機獲救，此後加入中國人民解放軍，官階為中校。
1990年，林賢順向河北省石家莊市中級人民法院提起訴訟，聲稱妻子陳雪貞不貞，要求與她離婚。河北省高級人民法院將訟狀寄送至台灣，陳雪貞委託王昧爽律師至河北省進行訴訟。法院最終駁回了林賢順的訴訟，判決離婚不成立。這是兩岸第一次司法糾紛，雙方對於管轄權爭議都格外謹慎，為日後海峽兩岸司法承認與管轄問題的談判起了一定程度的啟示作用。
1991年，林賢順再度向河北省石家莊市中級人民法院提起訴訟，要求與陳雪貞離婚。陳雪貞再度委託王昧爽律師至中國大陸進行訴訟。但法院認定他們兩人不可能履行同居關係，最終判決離婚成立。在兩人離婚後，林賢順與河北石家庄電台節目主持人趙爽結婚，婚後生有一女。
2013年，林賢順與趙爽離婚。其妻為爭取與女兒的居住房產，與林賢順進行法律訴訟中。